# Ханерау-Хадемаршен
Ханерау-Хадемаршен (нем. Hanerau-Hademarschen) — община в Германии, в земле Шлезвиг-Гольштейн. 
Входит в состав района Рендсбург-Экернфёрде. Подчиняется управлению Ханерау-Хадемаршен.  Население составляет 3022 человека (на 31 декабря 2010 года). Занимает площадь 14,63 км².